# Баберс, Алонсо
Алонсо Карл Баберс (англ. Alonzo Carl Babers; род. 31 октября 1961, Монтгомери, Алабама) — американский легкоатлет (бег на короткие дистанции), чемпион Универсиады, Панамериканских игр и летних Олимпийских игр 1984 года.

## Карьера
Алонсо Баберс окончил американскую среднюю школу Кайзерслаутерна в тогдашней Западной Германии. В 1979-1983 годах он учился в Военно-воздушной академии США, получив высшее образование по специальности «Аэрокосмическая инженерия». В академии он участвовал в соревнованиях по лёгкой атлетике и отыграл один сезон в футбол.
Вплоть до конца 1982 года лучшее время Баберса в беге на 400 метров было 45,9, но в 1983 году он быстро улучшил его, пробежав дистанцию за 45,07 с, но на чемпионате мира 1983 года в Хельсинки команда США заняла шестое место в эстафете 4×400 метров.
На следующий год на отборочных соревнованиях на Олимпиаду в Лос-Анджелесе он выиграл полуфинал бега на 400 метров с личным рекордом 44,95 с. Позже, в финале этих соревнований, он установил новый личный рекорд (44,86 с). На Олимпийских играх в Лос-Анджелесе он ещё раз улучшил личный рекорд до 44,75 с в четвертьфинальном забеге соревнований в беге на 400 метров. В финале Баберс пробежал эту дистанцию за 44,27 с и выиграл золотую медаль. В эстафете 4×400 метров команда США (Сандер Никс, Рэй Армстид, Алонсо Баберс, Антонио Маккей) легко выиграла золотую медаль с результатом 2:57,91 с.
На момент участия в Олимпийских играх 1984 года Баберс имел звание лейтенанта ВВС США. Всего через месяц после Олимпиады в Лос-Анджелесе Баберс поступил в лётную школу и начал свою карьеру в качестве пилота, поэтому его спортивная карьера закончилась. Он был действующим офицером ВВС США с 1983 по 1991 год. Сейчас работает пилотом Boeing 777 в «United Airlines».